# Laura Thorngaard
Laura Jakobsen Thorngaard (født 6. oktober 1998) er en dansk "stærkkvinde" og kvindelig bodybuilder.
Laura Thorngaard er Danmarks stærkeste kvinde 2022 og 2023.[kilde mangler]
Hun er også Jyllands stærkeste kvinde 2024. [kilde mangler]
Hun har deltaget i Alle mod 1, sæson 7, episode 4: Udførelse i løft og skub af Atlas-sten på sandunderlag.
I bodybuilding har hun vundet førstepladsen i 2019 Newcomers Bodyfitness Junior Open Class.

## Toppræstationer
Præstationer er udelukkende baseret på samlede placeringer
- 1 x WSF European Strongwoman Championship over 75 kg Champion
- 1 x Danmarks stærkeste kvinde Champion
- 1 x DFSA MAX Power Champion
- 1 x Jyllands Strongest 2024 Strongman/Strongwoman Champion
- 1 x KRAFTKAMP - Gärdsgårdsserien Kvinder Heavy Champion
- 1 x DFSA Power Challenge Champion